# Vô trùng
Vô trùng là trạng thái không có vi sinh vật gây bệnh (như vi khuẩn gây bệnh, vi rút, nấm gây bệnh và ký sinh trùng).  Thuật ngữ này thường đề cập đến những thực hành được sử dụng để thúc đẩy hoặc gây ra vô trùng trong một lĩnh vực phẫu thuật hoặc thuốc để ngăn ngừa nhiễm trùng.
Mục tiêu của vô trùng là để loại bỏ nhiễm trùng, không phải để đạt được vô trùng.  Lý tưởng nhất, một lĩnh vực phẫu thuật là vô trùng, có nghĩa là nó không có tất cả các chất gây ô nhiễm sinh học (ví dụ như nấm, vi khuẩn, vi rút), không chỉ những chất có thể gây bệnh, khử mùi hoặc lên men.  Hiện tại, không có phương pháp nào để loại bỏ một cách an toàn tất cả các chất gây ô nhiễm của bệnh nhân mà không gây tổn thương mô nghiêm trọng.

## Lịch sử
Khái niệm hiện đại về vô trùng phát triển trong thế kỷ 19.  Ignaz Semmelweis cho thấy rằng rửa tay trước khi sinh giúp giảm sốt sau sinh.  Sau lời đề nghị của Louis Pasteur, Joseph Lister, 1st Baron Lister đã giới thiệu việc sử dụng axit carbolic như một chất khử trùng, và làm như vậy, làm giảm tỷ lệ nhiễm trùng phẫu thuật.  Lawson Tait đã đi từ sát trùng đến vô trùng, đưa ra các nguyên tắc và các đạo luật mang tính biểu tượng vẫn còn hiệu lực cho đến ngày nay.  Ernst von Bergmann đã giới thiệu nồi hấp, một thiết bị được sử dụng để thực hành khử trùng dụng cụ phẫu thuật.

## Phương pháp

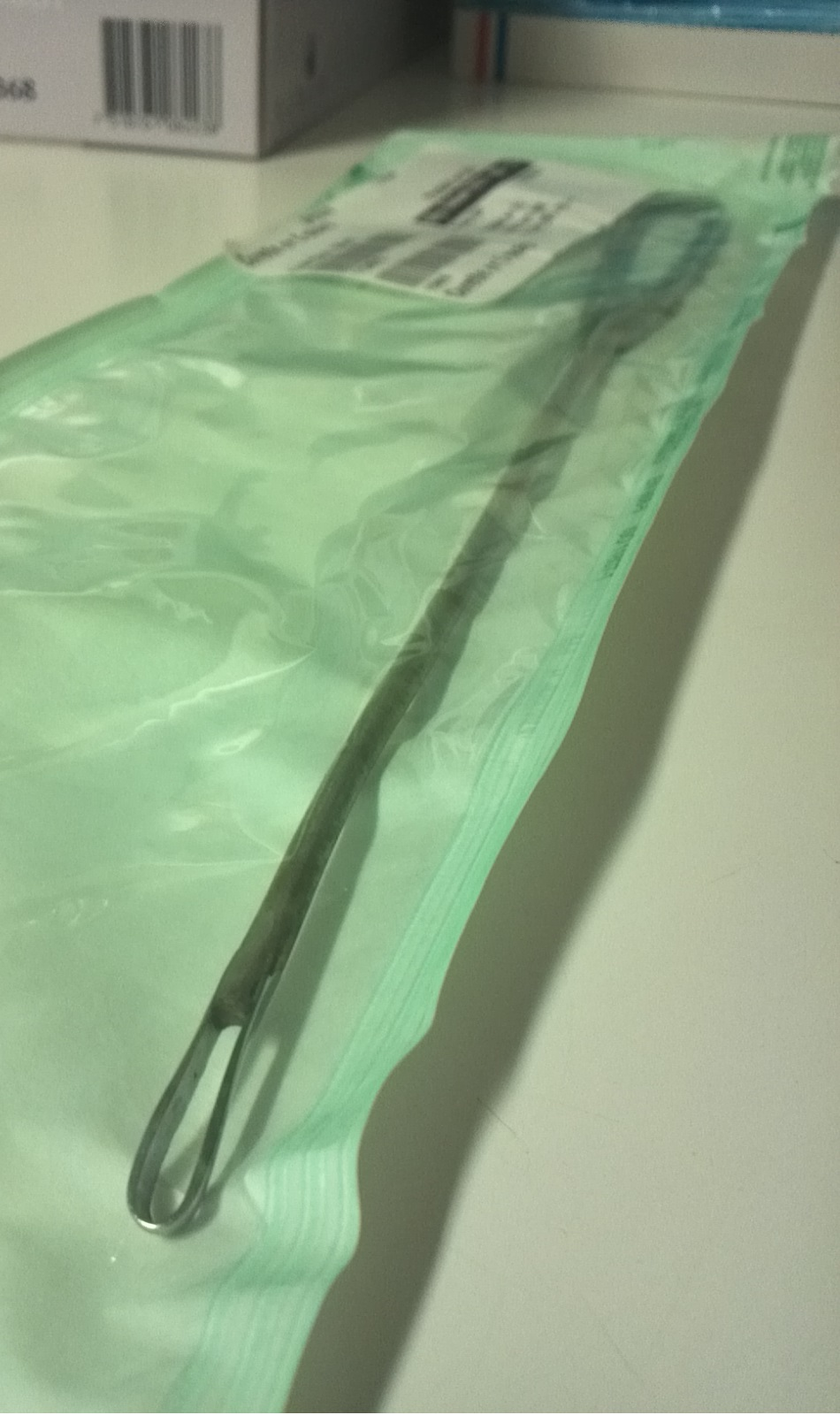
Một curette trong bao bì vô trùng

Asepsis đề cập đến bất kỳ thủ tục được thực hiện trong điều kiện vô trùng.  Điều này bao gồm các kỹ thuật y tế và phòng thí nghiệm (như với nuôi cấy vi khuẩn).  Điều này có thể kết hợp các kỹ thuật như khử trùng ngọn lửa và phương pháp để bảo vệ vết thương và các vị trí nhạy cảm khác khỏi các sinh vật có thể gây nhiễm trùng.  Điều này đảm bảo rằng chỉ có thiết bị vô trùng và chất lỏng được sử dụng trong các thủ tục y tế và điều dưỡng xâm lấn.  Ví dụ lớn nhất về kỹ thuật vô trùng là tại phòng phẫu thuật bệnh viện với mục đích là giữ cho bệnh nhân không bị ảnh hưởng của vi sinh vật trong bệnh viện.
Ayliffe và cộng sự. (2000) gợi ý rằng có hai loại vô trùng – y tế và phẫu thuật.  Vô trùng y tế hoặc sạch sẽ làm giảm số lượng sinh vật và ngăn chặn sự lây lan của chúng; vô trùng phẫu thuật hoặc vô trùng bao gồm các thủ tục để loại bỏ vi sinh vật khỏi một khu vực và được thực hiện bởi các kỹ thuật viên phẫu thuật và y tá tại các phòng mổ và khu vực điều trị.
Trong một phòng phẫu thuật, trong khi tất cả các thành viên của đội phẫu thuật nên thể hiện kỹ thuật vô trùng tốt, đó là vai trò của y tá chà hoặc kỹ thuật viên phẫu thuật để thiết lập và duy trì trường vô trùng.  Phòng thủ tục y tế nên được bố trí theo hướng dẫn, bao gồm các quy định liên quan đến lọc và luồng không khí.  Thành viên của các đội phẫu thuật có thể rửa tay và cánh tay bằng dung dịch diệt khuẩn (ví dụ dung dịch iod như betadine), và cũng có thể đeo găng tay và áo choàng vô trùng.  Tóc của nhân viên được che và đeo mặt nạ phẫu thuật.  Dụng cụ nên được khử trùng thông qua nồi hấp hoặc bằng thiết bị dùng một lần.  Vật liệu khâu hoặc xenogcraft cũng cần phải được khử trùng trước.  Vật liệu thay đồ cũng phải được vô trùng.  Thuốc kháng sinh cũng có thể được sử dụng, và vật liệu bẩn, bị ô nhiễm sinh học phải được xử lý theo quy định. 